# Joachim Wilhelm von Klinggräff
Joachim Wilhelm von Klinggräff (auch: von Klinggräffen; * 1692 in Celle; † 17. August 1757 in Berlin) war ein ranghoher preußischer Diplomat zur Zeit des Österreichischen Erbfolgekriegs (1740–1748).

## Leben

Familienwappen

Joachim Wilhelm von Klinggräff verbrachte seine Jugend in den Niederlanden. Sein Vater Elias von Klinggräff († 1717) war zu dieser Zeit hannoverscher Gesandter in Den Haag. Klinggräff studierte Rechtswissenschaften, ab 1707 erst in Halle (Saale), ab 1709 in Utrecht.
Noch unter König Friedrich Wilhelm I. trat er im Februar 1740 in den auswärtigen Dienst Preußens; zunächst als Gesandter am markgräflichen Hof in Ansbach, dann ab Dezember 1740 unter König Friedrich II. am kurfürstlichen Hof in München. Nach erfolgreichem Zustandekommen des bayerisch-preußischen Bündnisses (1741) genoss von Klinggräff das Vertrauen des Königs, der ihn in den Folgejahren in seine politischen Pläne einweihte und mittels persönlicher Weisungen auf diplomatische Missionen entsandte. 1746 wurde er an den kurfürstlichen Hof in Dresden, 1748 an den königlichen Hof in London, und 1750 an den kaiserlichen Hof in Wien versetzt.
1757 wurde er aus Wien abberufen; noch im selben Jahr starb von Klinggräff unverheiratet im Alter von 65 Jahren.